# Mehmet Topal
Mehmet Topal (Malatya, 3 de março de 1986) é um futebolista turco que atua como volante.

## Carreira
Topal fez parte do elenco da Seleção Turca de Futebol da Eurocopa de 2016.

## Honours
Galatasaray
- Süper Lig: 2007–08
- Turkish Super Cup: 2008

Fenerbahçe
- Süper Lig: 2013–14
- Turkish Cup: 2012–13
- Turkish Super Cup: 2014

İstanbul Başakşehir
- Campeonato Turco: 2019–20